# Twilight Express
Twilight Express (japansk: トワイライトエクスプレス; Skumringsekspressen) var en nattogslinje i Japan, og var cirka 1.500 kilometer lang. Toglinjen blev betjent af West Japan Railway Company (JR West), og havde sit forløb mellem byerne Sapporo, på den nordlige ø Hokkaido, og Osaka, i det sydvestlige Honshu. Toget standsede på 15 stationer undervejs, og den samlede rejsetid på Twilight Express var på 21 timer.
Toget kørte fra juli 1989, og kørte sin sidste tur i marts 2015.